# Immortal (album, Beth Hart)
Immortal je debutové sólové studiové album americké zpěvačky Beth Hart které vyšlo v roce 1996.

## Seznam skladeb
1. „Run“ (Beth Hart, Jimmy Khoury)
2. „Spiders in My Bed“ (Hart)
3. „Isolation“ (Hart, Khoury, Tal Herzberg)
4. „Hold Me Through the Night“ (Hart, Khoury)
5. „State of Mind“ (Hart, Khoury, Herzberg)
6. „Burn Chile“ (Hart, Khoury, Herzberg)
7. „Immortal“ (Hart, Khoury, Herzberg)
8. „Summer Is Gone“ (Hart)
9. „Ringing“ (Hart, Khoury, Herzberg)
10. „God Bless You“ (Hart, Khoury)
11. „Am I the One“ (Hart)
12. „Blame the Moon“ (Geoffrey Tozer)

## Obsazení
- Beth Hart – zpěv, piano
- Sergio Gonzalez – bicí
- Jimmy Khoury – elektrická a akustická kytara
- Tal Herzberg – basová kytara